# Ectopimorpha boops
Ectopimorpha boops är en stekelart som beskrevs av Heinrich 1961. Ectopimorpha boops ingår i släktet Ectopimorpha och familjen brokparasitsteklar. Inga underarter finns listade i Catalogue of Life.